# Ostindienfahrer

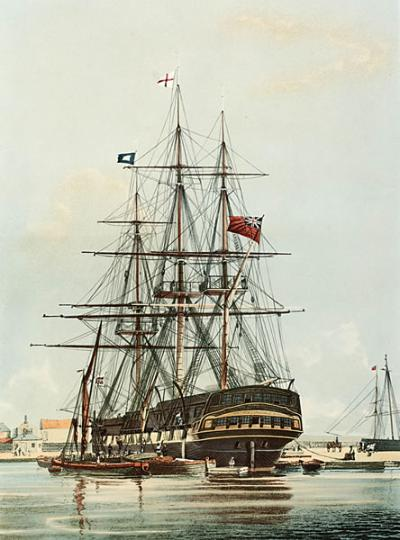
East Indiaman Repulse (1820)

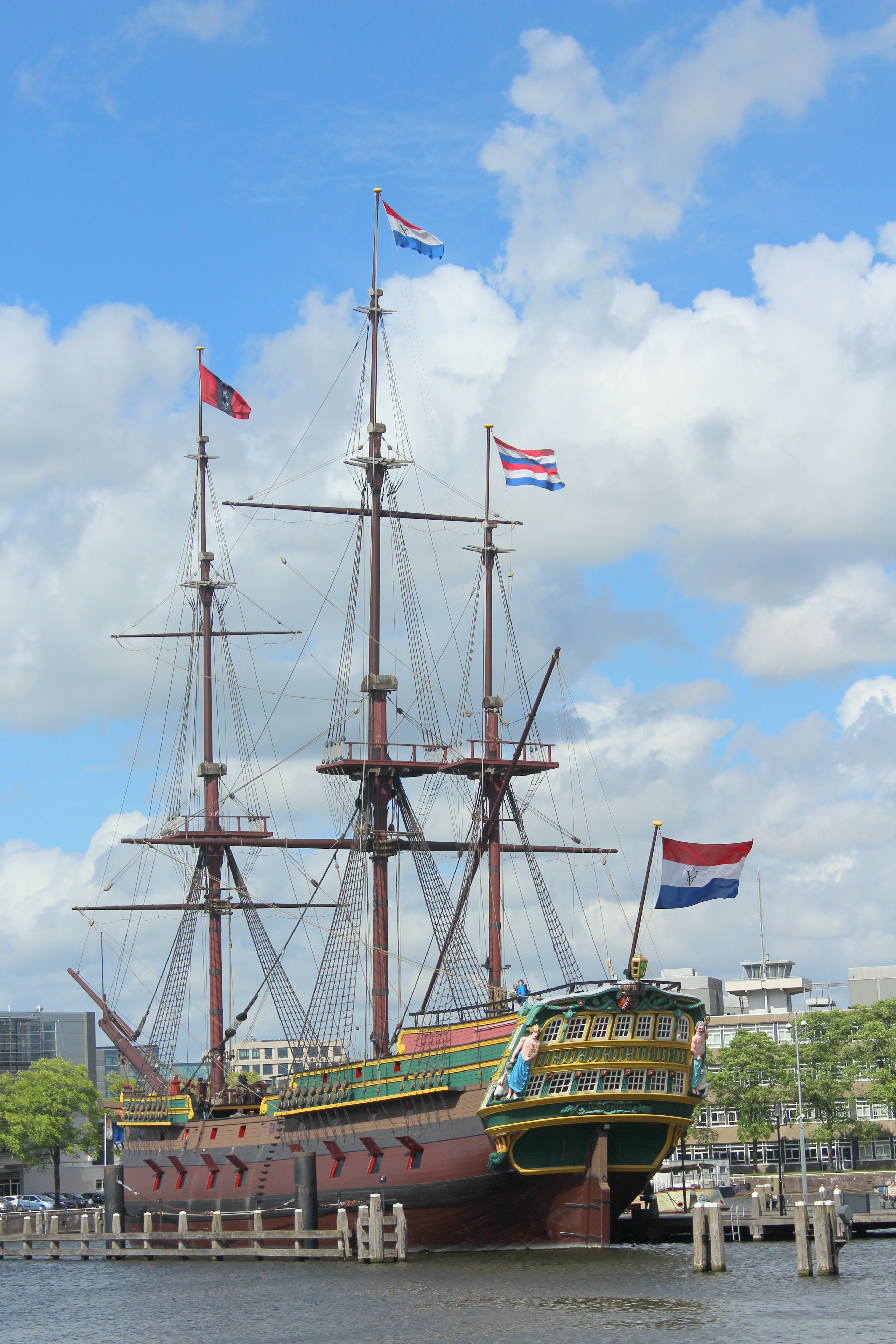
Nachbau Ostindienfahrer Amsterdam der V.O.C. im Amsterdamer Hafen

Ostindienfahrer (engl. East Indiamen, niederländisch: Oostindiëvaarders) wurden Schiffe genannt, die im Auftrag der Ostindischen Kompanien zwischen Europa und Asien fuhren, um Waren auszutauschen.
Vom 16. bis 19. Jahrhundert waren es meist große Schiffe der jeweiligen Epoche. Der Begriff konnte somit verschiedene Schiffstypen und Bauformen umfassen. Neben ihrer Größe waren es besondere schiffbauliche Vorkehrungen, die dem Erhalt des Schiffskörpers auf der langen Fahrt galten. Neben größer dimensionierten Hölzern kennzeichneten diese Fahrzeuge auch zusätzliche Maßnahmen gegen Bewuchs und Befall durch den Schiffsbohrwurm. Aus schiffbaulicher Sicht stellten sie eine Zwischenstufe zwischen Kriegs- und Handelsschiff dar. Damit sollte die wertvolle Ladung von Gewürzen, Stoffen, Opium und Tee, die im Rahmen des Indienhandels exportiert wurden, sicher an den Bestimmungsort gebracht werden. Auch ihre Bestückung war einem normalen Handelsschiff jener Epoche weit überlegen, um sich gegen Piraten und Konkurrenten verteidigen zu können. Die größten Ostindienfahrer lagen in Größe und Bewaffnung zwischen einer Fregatte mit bis zu zwei Geschützdecks und einem Linienschiff. Mannschaften und Offiziere wurden oft nicht besser bezahlt als andere Seeleute. Aber da stets Mangel an Personal herrschte, wurde im Binnen- und Ausland geworben, wo die Löhne deutlich niedriger lagen. Zudem wurde mit den paradiesischen Zuständen im Zielgebiet gelockt und die Abenteuerlust angesprochen.
Im 18. Jahrhundert gelang es dem französischen Korsaren Robert Surcouf infolge dieser Umstände, derartige Schiffe zu kapern, da die Mannschaft der britischen Ostindienfahrer so weit unterbesetzt war, dass sie ihre volle Bewaffnung überhaupt nicht einsetzen konnten.
Die Briten und Niederländer (Niederländische Ostindien-Kompanie) bauten die bedeutendsten Schiffe dieser Art. In Lelystad ist eine segelfähige Rekonstruktion des Ostindienfahrers Batavia der ersten Hälfte des 17. Jahrhunderts beheimatet. In Amsterdam liegt der Nachbau der Amsterdam, einem Ostindienfahrer der Kamer Amsterdam der Niederländischen Ostindien-Kompanie (V.O.C.). Dieser Nachbau hat eine etwas vergrößerte Zwischendeckshöhe, damit sich die Besucher nicht bücken müssen und sich an den Decksbalken stoßen könnten.